# Syncytium
Een syncytium of poly-energide is een cel met meerdere kernen of een weefsel of orgaan dat bestaat uit meerdere celkernen waartussen de celmembranen verdwenen zijn. In het geval dat er in eerste aanleg nog geen celmembranen gevormd zijn, is het een coenocytium.
Een grote groep van schimmels, de Dikarya (de Ascomycota en de Basidiomycota) hebben in bepaalde cellen steeds twee celkernen.

## Voorkomen
Syncytia worden bijvoorbeeld gevonden in dwarsgestreept spierweefsel, maar ook bij parasitaire dieren als Agnotozoa, het wit bietencystenaaltje en glassponzen.
Coenocytia worden gevonden bij enkele groepen van planten in bepaalde fasen van de ontwikkeling van gametangia bij waterschimmels (Oomycota) en van sporangia bij verschillende naaktzadigen.